# Blason de Thiers
Le blason de Thiers est le blason historique de la ville française de Thiers. Il est composé, voguant sur une mer, d'un navire trois-mâts qui symbolise la puissance du commerce thiernois. Un premier blason était celui des seigneurs de la baronnie, un autre, au XVIIe siècle, rappelait les barques utilisées pour transporter les multiples marchandises provenant de la région thiernoise sur la Durolle et sur la Dore,.

## Description
Son blasonnement est :

« De gueules à un vaisseau d'argent, voguant sur une mer du même. »

Le navire représenté est le symbole de la puissance commerciale qu'exerce Thiers dans le monde dès le XVe siècle. En effet, la ville exporte ses productions à travers les océans, dans toute l'Europe et jusqu'en Amérique. 
Dans ses ornements extérieurs, il est surmonté d'une couronne murale d'or à trois ou quatre tours. Elles symbolisent les fortifications des anciennes villes mais leur ajout sur l'écu ne date généralement que de l'Empire. La devise, officiellement mise en place au XIXe siècle, « Labor improbus omnia vincit » signifie en français « Le travail vient à bout de tous les obstacles ».
| Élément  | Description | Image                                                                 |
| -------- | --- | --------------------------------------------------------------------- |
| Timbre   | La couronne murale est la marque héraldique des villes. Les couronnes des chefs-lieux de département comptent habituellement quatre tours mais Thiers n'est qu'un chef-lieu d'arrondissement. | Représentation de la couronne murale du blason.                       |
| Supports | À senestre, une branche de chêne. | Représentation d'une branche de chêne à dextre du blason.             |
| Supports | À dextre, une branche de laurier. | Représentation d'une branche de laurier à sénestre du blason.         |
| Devise   | « Labor improbus omnia vincit » ou « Labor omnia vincit », signifiant « Le travail vient à bout de tous les obstacles » Labor omnia vincit est aussi donnée comme la seule devise.            | Représentation du bandeau avec inscrit la devise du blason de Thiers. |

## Histoire

### Premier blason d'origine féodale
Un premier blason est utilisé à Thiers jusqu'au XVIIe siècle,. C'est celui de la famille de Thiers, seigneur de Montpensier et d'Artonne. Il s'agit d'un lion rouge sur fond jaune, qui se blasonne : « D'or au lion de gueules ». Du Xe siècle au XIIIe siècle, les vicomtes de Thiers sont seigneurs d'Artonne et Montpensier. Cette famille se partage en quatre maisons : celles de Thiers, de Chalons, de Beaujeu et de Dreux,,.

Ce blason est encore visible sur la représentation de la ville de Thiers et de son château, réalisée sous Louis XIV par Louis Boudan pour le célèbre recueil de Gaignières, d'après un original de 1460.

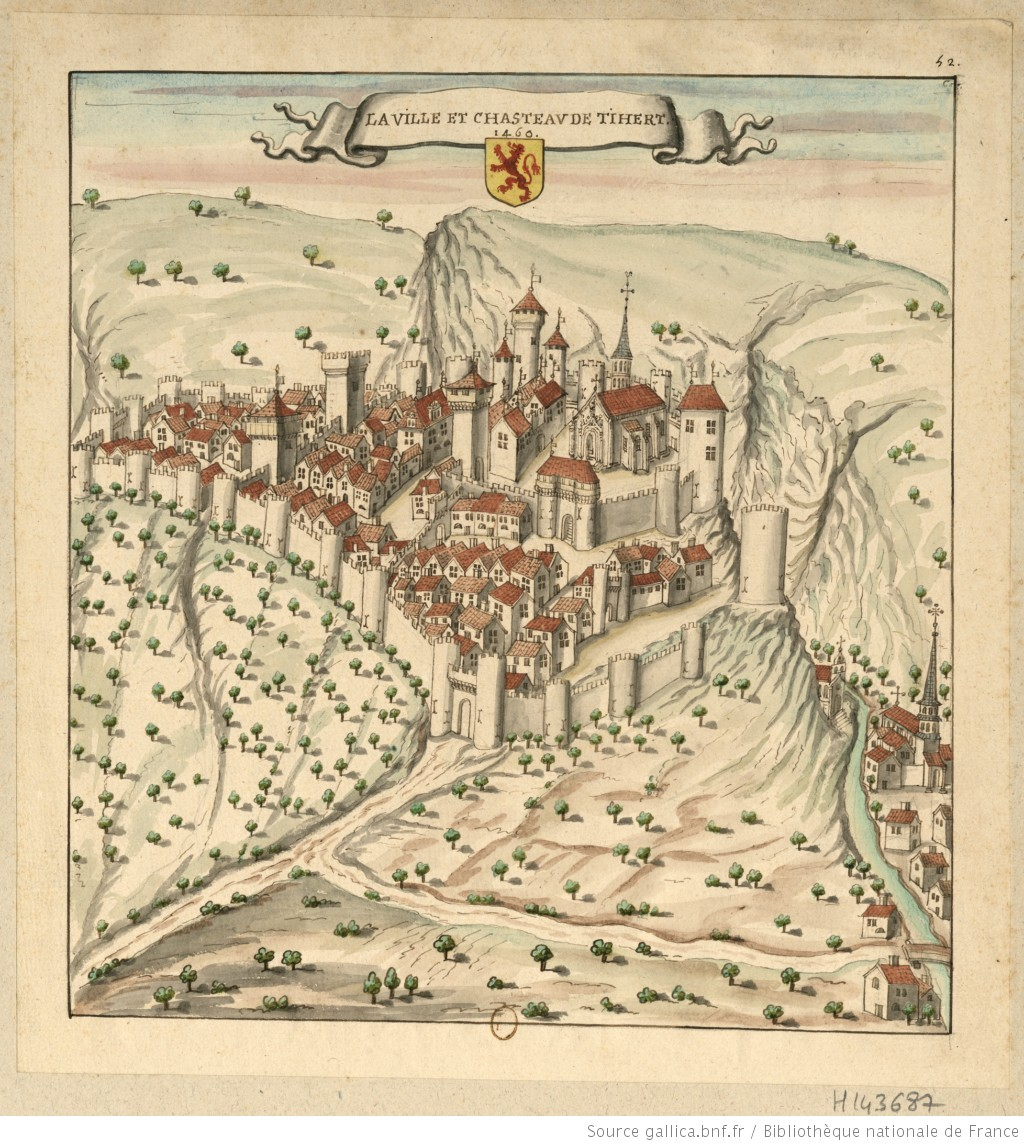
La Ville et Chasteau de Thiers en 1460 d'après Louis Boudan. Le blason est présent en haut au centre de l'image.
Blason de la maison de Thiers et armoiries de la ville jusqu'au XVe siècle.

Cependant, l'original, c'est-à-dire l'Armorial de Guillaume Revel, qui représente « La ville et chasteau de Tihert » (https://gallica.bnf.fr/ark:/12148/btv1b8470455b/f60.item), ne comporte pas ces armoiries, et la ville n'a pas de blason. L'Armorial général de France, de d'Hozier, n'a pas non plus de blason pour la ville de Thiers. Seuls figurent ceux de quelques corps.

### Adoption d'un blason municipal

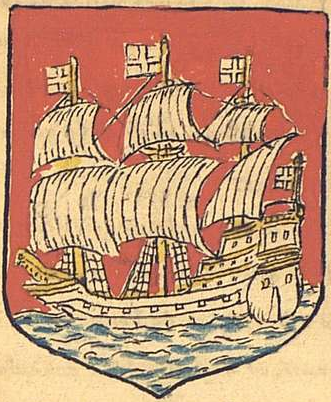
Une des plus anciennes représentations du blason de Thiers, Pierre de La Planche, 1669

Dès l'année 1565, la ville est dotée d'un consulat (tribunal de commerce) et d'administrateurs. Mais on ne sait s'ils utilisaient des armes différentes de celles de la baronnie. Une jurade des corporations et marchands, qui reçoit des lettres patentes en 1582, est réorganisée en 1614  et en 1660, elle arbore un nouveau blason,,,. Les Thiernois veulent un symbole indépendant de la seigneurie, et plus représentatif de la ville et de son commerce. Plusieurs idées sont alors proposées, comme celle d'inclure une grappe de raisin ou un pichet de vin — en effet, à cette époque, la région est une grande exportatrice de ces denrées. Mais l'assemblée des marchands a d'autres ambitions. Depuis le Moyen Âge, la force hydraulique de la Durolle est utilisée à Thiers  pour mouvoir les moulins à farine, les foulons des tanneurs, les maillets des papetiers, mais surtout, avec le développement de la coutellerie, les martinets des fondeurs et les meules des émouleurs,. Dès 1476, un quart de la population thiernoise exerce le métier de coutelier. Les objets produits dans la ville sont déjà exportés dans plusieurs pays au XVe siècle comme en Espagne, en Italie, en Allemagne, en Turquie, et jusque dans « les Indes »,,. Le commerce tient donc une place très importante dans la ville, surtout le commerce maritime,. En effet, Thiers exportait ses marchandises de manière suivie de la Durolle à l'océan Atlantique via la Dore, l'Allier et la Loire,,,. La barque, symbole de la puissance commerciale — et des petits bateaux qui naviguent alors souvent sur la Dore — est donc choisi par les Thiernois,,,.
Dans le grand Armorial général de France de 1696 (dit aussi Armorial d'Hozier), un impôt ordonné par Louis XIV sur tous les blasons du royaume, la ville n'a pas déclaré ses armes, mais on y trouve celles du "Corps des officiers de la ville de Thiers". Le blason diffère sensiblement de l'actuel, il est déclaré comme suit : "d'azur, à une nacelle d'argent dans laquelle est une figure humaine debout et de face de carnation, vêtue d'or,  et sur la proue de cette nacelle une fortune nue de carnation tenant de ses deux mains une écharpe d'argent voltigeant sur sa tête". Sur le blason peint, assez fantaisiste, le fond est donc bleu avec une barque blanche (sans mat) sur laquelle se trouvent deux personnages, un homme vêtu d'or (très probablement saint Genès, patron de la ville, même si la peinture du blason le représente nu), et à l'arrière (on remarque que la peinture échange la place des passagers) une Fortune, figurée comme une femme aussi peu habillée que l'homme et tenant des deux mains un voile volant au-dessus de sa tête, selon la représentation classique des divinités dans l'Antiquité. [BNF, blasons peints, Auvergne, folio 48],. L'invocation du saint était d'autant plus indiquée que la ville venait de perdre la moitié de sa population lors d'une dramatique épidémie en 1692-93.
Mais il est probable que ces armoiries soient de l’invention des commis de d’Hozier, et que la ville elle-même n’ait pas voulu faire peindre ses armes, soit pour des raisons de coût, soit par désintérêt. Or le blason actuel est déjà présent en 1669 dans La Description des provinces et des villes de France, de Pierre de La Planche, vaste armorial manuscrit et peint, conservé à la bibliothèque du Musée Condé de Chantilly, où l’on trouve, p. 147 (https://www.bibliotheque-conde.fr/wp-content/uploads/pdf/laplanche/2_147.pdf), la composition héraldique et son blasonnement : « De gueulles au nauire d’argent aux voiles deployées voguant sur vne onde de mesme, ombrée d’azur. »

### Le blason auXVIIIesiècle
En 1981, lors de la démolition des bâtiments qui entouraient l'abside de l'église Saint-Genès, Bernard Dufrenoy recueille dans les décombres un sceau en plomb. Il s'agit d'un sceau circulaire, prolongé par deux languettes du même métal et il mesure 22 mm de diamètre. La face comporte un médaillon central légèrement ovale de 11 à 12 mm de diamètre, dans lequel s'inscrit en relief l'empreinte d'un voilier trois-mâts — navire présent sur le blason. Datant de 1743, il s'agit sans doute du sceau de la leyde, une sorte de douane de la ville de Thiers. En effet, les marchandises en caisses et ballots devaient payer un droit d'entrée dans certaines villes ; lorsque ce droit était acquitté, les douaniers scellaient chaque ballot d'un plomb aux armes de la ville. Le blason, par sa présence sur ce sceau, sert donc au XVIIIe siècle de reconnaissance de paiement de la taxe sur les marchandises transitant dans la ville de Thiers,.
Ces armoiries paraissent conformes à celles de 1669. L’hypothèse d’un « changement », de la barque de d’Hozier en navire de haute mer, et les prétentions supposées d’Antoine Crozat, qui achète la baronnie en septembre 1714, émise un temps, ne peut donc être soutenue. Les armoiries de Thiers étaient déjà celles que nous connaissons – et il n’y a pas de « changement du fond, rouge au lieu de bleu », puisque déjà en 1669 le champ est de gueules (rouge). On peut y voir l'influence du blason de Nantes, qui porte les mêmes armes que Thiers avec les voiles et un chef d'hermines, d’autant plus que Nantes était en relation régulière avec Thiers (par la Dore, l’Allier et la Loire). C’est à Nantes que l’on embarquait les marchandises de Thiers pour Bilbao. Enfin, le nouveau blason ne pouvait que flatter la guilde des marchands.

## Blason de la ville en tant que municipalité

### Utilisation par la municipalité
L'actuel blason, jusqu'au XXIe siècle, a toujours servi de « logo » pour la municipalité. Toutefois, après la Révolution, il semble disparaître jusqu'au second Empire. Les documents officiels de la mairie de Thiers sont alors tous décorés d'un blason souvent redessiné et modernisé, mais qui garde les caractéristiques de l'original,. Le premier connu reprend le trois-mâts, tel qu'on les construisait au XIXe siècle. Au cours du siècle suivant, le blason est légèrement modifié, mais garde les codes de présentation principaux tels que le navire (un trois-mâts) voguant sur la mer avec un fond rouge. Vers 1900,  le vaisseau crénelé qui orne le collège Audembron et les plaques de rues ressemble davantage à une forteresse qu'à un navire. Dans les années 1930, le dessin est fortement inspiré de la nef parisienne, et plus particulièrement des armes de Boulogne-Billancourt, dessinées par les frères Martel, artistes nantais, qui ont été reprises dans l'actuel logo de cette commune : même dessin de la mer et du bateau, même confusion dans les voiles qui flottent à contre-sens ; on remarque la réapparition des deux personnages de 1696 (la Fortune est reconnaissable à son grand voile flottant). Après la guerre, un ancien dessin est repris et stylisé.

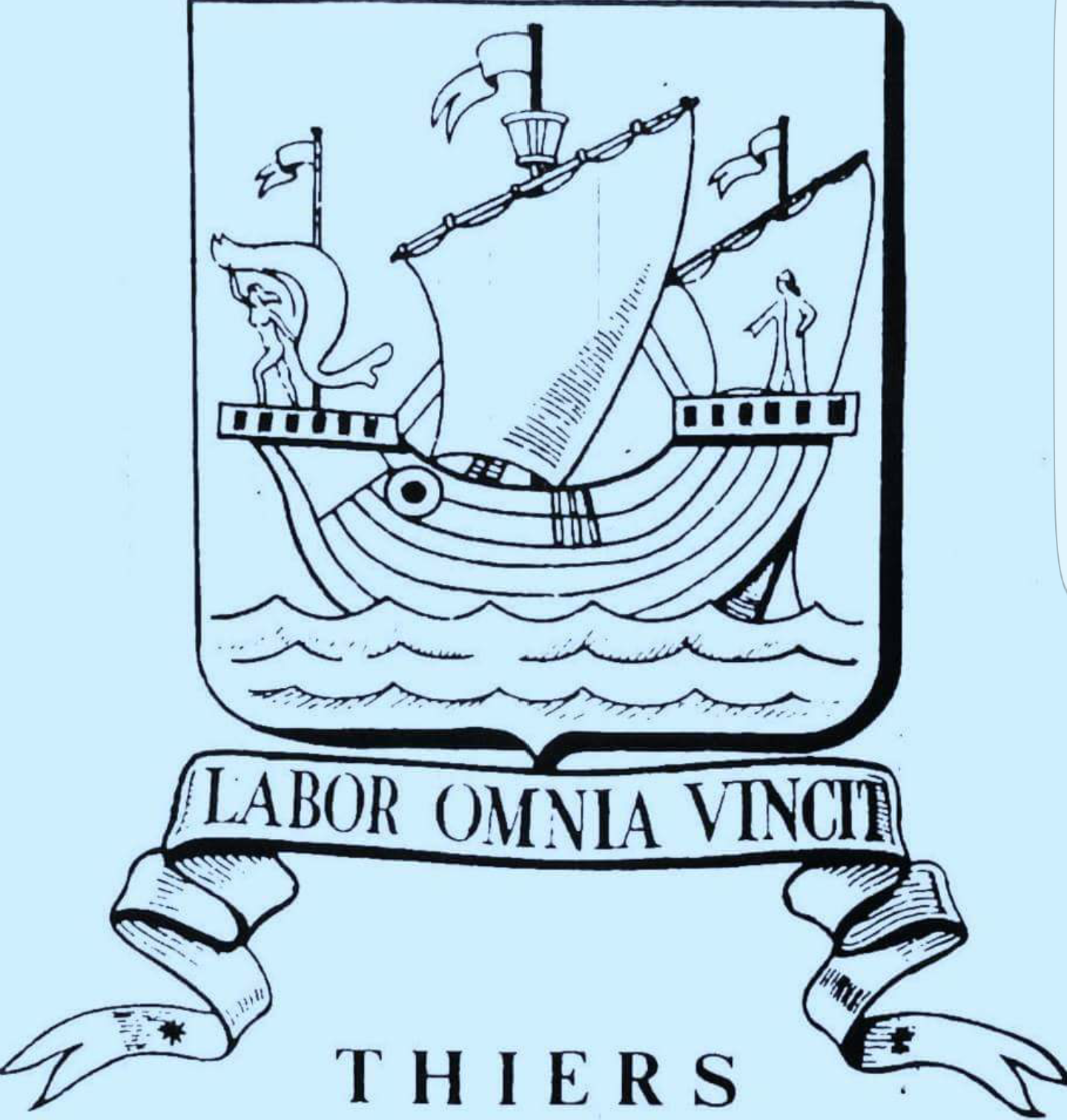
Première représentation du « logo » de la ville de Thiers, comportant la devise LABOR OMNIA VINCIT
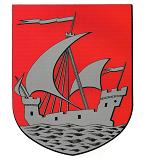
Représentation du blason utilisé par la mairie de Thiers durant les années 1970 et 1980.
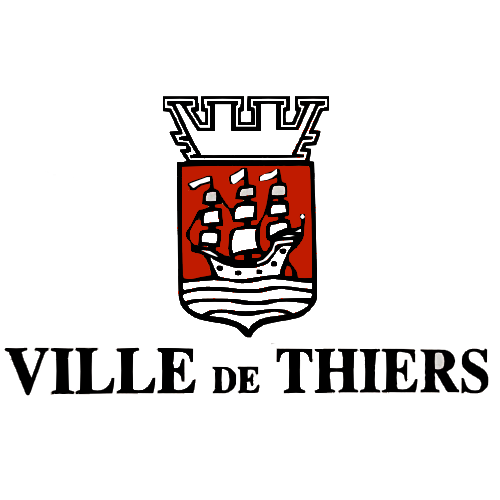
Logo officiel de la ville de Thiers durant les années 1990.

### Création d'un logo
Dès son arrivée en tant que maire de Thiers en 2001, Thierry Déglon change le logo officiel de la ville. La représentation d'un navire voguant sur la mer est alors supprimée, et un logo plus contemporain est mis en place. Les voiles du navire sont rappelées par trois lames de couteau blanches, disposées les unes à côté des autres, d'une taille croissante de gauche à droite — remplaçant le vaisseau en place depuis 6 siècles. Les couleurs du fond sont également changées : le rouge présent sur l'ancien blason est remplacé par un parti rouge bordeaux évoquant le feu, et gris — utilisé pour symboliser le métal . Une partie des Thiernois lance de vives critiques à l'égard de ce changement jugé « peu important » et du fait que Thiers est représentée par un navire « depuis toujours ou presque ». Durant son deuxième mandat, Thierry Déglon change une deuxième fois le logo officiel de la ville. Le fond carré et bicolore qui entourait les trois lames disparaît, et ce sont ces dernières qui sont teintes en trois couleurs différentes : celle de gauche en jaune, la deuxième en gris et la troisième en bordeaux. 

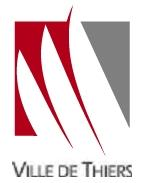
Premier logo utilisé par la municipalité de Thierry Déglon dès 2001.
Deuxième et actuel logo utilisé par la ville de Thiers depuis le deuxième mandat de Thierry Déglon en tant que maire.

## Blasons similaires

Le blason de Paris sous la Deuxième République.

Le blason de Thiers ressemble fortement à celui de Paris, particulièrement celui utilisé sous la Deuxième République. En effet, il s'agit du même navire trois-mâts (alors que Paris n'en a généralement qu'un seul), de couleur blanche, voguant sur une mer d'argent, et sur fond rouge. Le blasonnement : « De gueules au vaisseau équipé d'argent, soutenu d'une mer de même, au chef d'azur semé d'étoiles d'or », ressemble beaucoup à celui de Thiers, à la seule différence du haut : Paris porte un chef semé d'étoiles (qui remplacent ici les fleurs de lys royales, dont la république ne voulait pas), tandis que Thiers n'en a jamais eu.
Le blason de Thiers possède des similitudes avec les blasons de Québec et de Saint-Pierre-et-Miquelon,. En effet, ces derniers portent également un navire trois-mâts dans leurs armes, comme c'est le cas de nombreuses villes portuaires (comme Nantes, Lorient, etc.).

## Variantes dans la représentation
En héraldique, un navire (comme tout autre meuble susceptible de déplacement) se dirige habituellement vers la dextre, c'est-à-dire la gauche du spectateur, c'est sa représentation par défaut qui ne se blasonne pas. La raison en est bien connue : le bouclier étant porté sur le bras gauche, il convient que ces meubles soient tournés vers l'avant, en direction de l'ennemi. La position inverse (vers senestre) se dit "contourné". Par ailleurs, la direction du vent est un piège fréquent pour les artistes, les drapeaux doivent flotter vers l'avant du navire ! Le vaisseau de Thiers semble beaucoup hésiter quant à sa direction : bien qu'il aille le plus souvent vers dextre, il est parfois contourné. Ainsi, le bas-relief de la médiathèque (un des plus anciens) a sa proue à senestre, mais semble naviguer en marche arrière, le vent étant nettement vers dextre, et ses voiles à moitié ferlées évoquent plutôt un navire éprouvé par la tempête. Il est contourné sur le blason de la mutualité, où les drapeaux flottent à contre-vent, sur celui de la gendarmerie (1904), et ceux du monument aux morts ou du cimetière des Limandons (vers 1920)... De plus, ce n'est pas toujours un trois mâts.

## Présence dans la ville
Représentant la ville depuis plus de 3 siècles, le blason de Thiers est présent sur de nombreux bâtiments publics ou privés dans la commune de Thiers. 
| Bâtiments où le blason est représenté sur la façade                  | illustration                                                                        | Bâtiments où le blason est représenté sur la façade                            | illustration                                                                  |
| -------------------------------------------------------------------- | ----------------------------------------------------------------------------------- | ------------------------------------------------------------------------------ | ----------------------------------------------------------------------------- |
| Médiathèque municipale (Place Antonin-Chastel)                       | Photo d'une représentation du blason sur la médiathèque municipale.                 | Gendarmerie (Place Antonin-Chastel)                                            | Photo d'une représentation du blason sur la gendarmerie de Thiers.            |
| Gymnase Jean-Mince (avenue Jean-Jaurès)                              | Photo d'une représentation du blason sur le gymnase Jean-Mince.                     | Monument aux morts (Square de Verdun)                                          | Photo d'une représentation du blason sur le monumentaux morts.                |
| Ancien collège Antoine-Audembron (réhabilité en pôle service public) | Photo d'une représentation du blason sur l'ancien collège Audembron.                | Ancienne distillerie à vapeur (rue des docteurs Dumas, reconvertie en bureaux) | Photo d'une représentation du blason sur une ancienne distillerie à vapeur.   |
| Monument à la mutualité (place Duchasseint)                          | Photo d'une représentation du blason sur le monument à la mutualité.                | Ancien service des associations (rue Denis-Papin)                              | Photo d'une représentation du blason sur la bâtiment d'aide aux associations. |
| Cimetière des Limandons (carré militaire)                            | Photo d'une représentation du blason au carré militaire du cimetière des Limandons. |                                                                                |                                                                               |

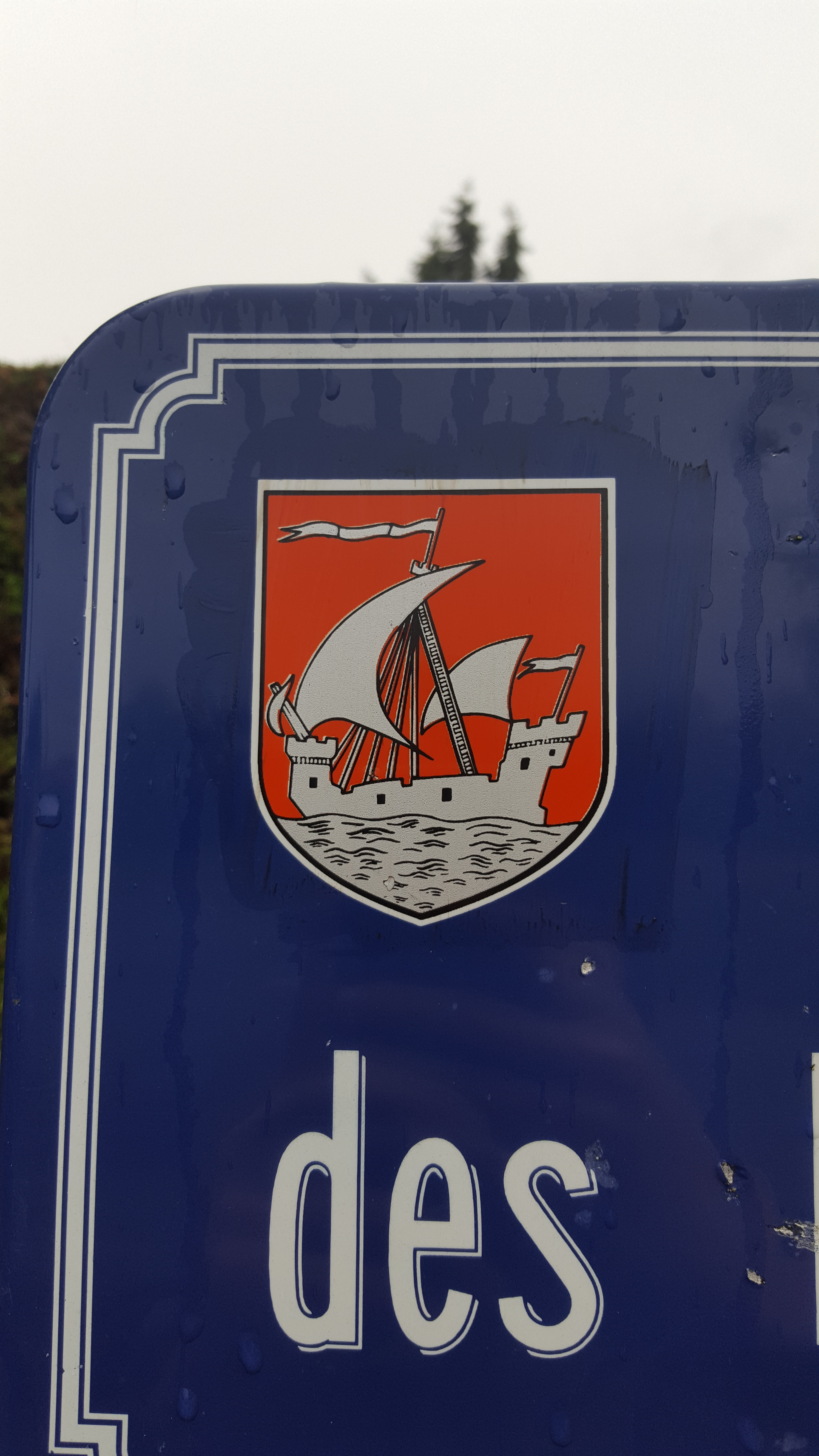
Représentation du blason de Thiers sur un panneau du village du Fau.

Bien que le logo officiel de la mairie de Thiers ait changé au début des années 2000, le blason figure encore sur certains panneaux de rues de la commune. C'est le cas par exemple de la « Route des rivières » ou encore du « Chemin des Notes ».
Plusieurs associations utilisent toujours le blason comme logo, ou même le reconnaissent comme l'unique représentation de la ville. C'est le cas de l'association du « Cercle des amis des Garniers » qui intègre en grande partie le blason dans son logo, ou du club SAT football qui le fait figurer sur ses magazines. Le blason est également représenté sur un couteau exposé au musée de la coutellerie.